# Amsted Industries
Amsted Industries ist ein US-amerikanisches Privatunternehmen, das in verschiedenen Bereichen der Investitionsgüterproduktion tätig ist. Die Tochtergesellschaft Amsted Rail ist der weltgrößte Hersteller von Drehgestellen und -teilen für Güterwaggons. Weitere Tochtergesellschaften von Amsted sind AmstedMaxion (Brasilien), die Baltimore Aircoil Company, die Diamond Chain Company, Burgess Norton, ConMet und Means Industries.

## Geschichte
Amsted Industries entstand 1902, als sich acht Stahlgießereien zur American Steel Foundries zusammenschlossen. Das Kerngeschäft bestand in Gussteilen für Güterwaggons. Nach 1945 diversifizierte das Unternehmen durch diverse Übernahmen. Von 1902 bis 1986 war Amsted Industries an der NYSE gelistet. Als die ‚Heuschrecke‘ Charles Hurwitz 1985 versuchte, Amsted zu übernehmen, entschied sich das Unternehmen zu einem Unternehmenskauf durch die eigenen Angestellten (Employee Buy-Out), der 529 Mio. $ kostete.
Von 2001 bis 2017 leitete Robert Reum das Unternehmen.